# 나카야마 가이호
나카야마 가이호(일본어: 中山 開帆, 1993년 1월 11일~)는 일본의 축구 선수이다.

## 구단 경력
그는 2015년 J2리그의 기라반츠 기타큐슈에 입단했다. 2016년후 J3리그에 강등했다. 2020년 J2리그의 미토 홀리호크로 이적했다. 2024년 7월 J3리그의 FC 기후로 이적했다.